# Der Seher
Der Seher (französischer Originaltitel: Le Devin) ist nach Die Lorbeeren des Cäsar und vor Asterix auf Korsika der 19. Band der Asterix-Reihe. Das von René Goscinny getextete und von Albert Uderzo gezeichnete Werk erschien das erste Mal in der französischen Zeitschrift Pilote in den Ausgaben 652–673. Der Zeichentrickfilm Asterix – Operation Hinkelstein aus dem Jahr 1989 basiert zum Teil auf diesem Band, zudem wurde der Seher Lügfix für den 1999 erschienenen Realfilm Asterix und Obelix gegen Caesar verwendet.

## Handlung
Zu Beginn der Geschichte haben sich aus Angst vor einem Unwetter alle Dorfbewohner außer Miraculix, der beim Druidentreffen im Karnutenwald ist, in der Hütte des Dorfhäuptlings  Majestix versammelt, als ein Fremder namens Lügfix (im französischen Original Prolix, von französisch prolixe – ‚weitschweifig‘, ‚gesprächig‘) auftaucht. Dieser behauptet, gewusst zu haben, dass er im Dorf gut empfangen wird, da er ein Seher sei.
Er behauptet, dies durch die Eingeweideschau eines toten Tieres beweisen zu können, wozu sich gebratene Wildschweine sehr schlecht, kleine Hunde jedoch sehr gut eignen würden, was Obelix vergrault. Schließlich liest er aus einem sezierten Fisch von Verleihnix, dass der Regen bald aufhören und den Galliern der Himmel nicht auf den Kopf fallen werde. Außerdem sagt er voraus, die Gallier würden bald miteinander streiten. Das alles wird nach wenigen Augenblicken wahr, sodass jeder – außer Asterix – dem Seher glaubt. Nach dem Unwetter verlässt Lügfix das Dorf. Er wird allerdings von Gutemine heimlich verfolgt und überredet, im Wald zu bleiben und ihr dort – von ihr versorgt – die Zukunft mitzuteilen. Um Lügfix vor den skeptischen Asterix und Obelix zu schützen, lässt sie diesen durch ihren Mann Majestix verbieten, in den Wald zu gehen.
Nach und nach wissen alle Dorfbewohner bis auf Asterix und Obelix, dass der Seher dort ist, und lassen sich von ihm über ihre schöne Zukunft informieren. Auch Obelix glaubt schließlich den rosigen Zukunftsversprechungen des Sehers. Als zuletzt auch Asterix wissen will, was im Wald vorgeht, findet er nur noch das verlassene Lager des Sehers.
Dieser ist von Legionären gefangen genommen und ins Römerlager Kleinbonum gebracht worden. Als er dort erfährt, dass auf Befehl Caesars alle gallischen Seher festgenommen werden sollen, gibt er zu, ein Hochstapler zu sein, der den leichtgläubigen Dorfbewohnern nur etwas vorgespielt habe. Er wird schließlich vom Zenturio Gaius Ausgus beauftragt, die Gallier dazu zu bewegen, ihr Dorf zu verlassen. Er weissagt den Galliern, dass das Dorf verflucht sei, was durch einen üblen Gestank bemerkbar werde. Alle bis auf Asterix und Obelix glauben ihm und fliehen auf eine kleine Insel vor der Küste. Kurz darauf marschieren die Römer ins Dorf ein und besetzen es. Als wenig später Miraculix vom Karnutenwald zurückkehrt, berichten ihm Asterix und Obelix. Miraculix braut daraufhin einen übel riechenden Trank, angelehnt an die Weissagung. Als der Wind den Geruch in das gallische Dorf weht, fliehen alle Römer mit dem Seher. Nachdem Miraculix den Galliern gezeigt hat, dass er und nicht die Götter den Gestank erzeugt hat, kehren diese schließlich in ihr Dorf zurück.
Zenturio Ausgus ist aufgrund des Geruchs von den Fähigkeiten des Sehers überzeugt und plant, mit ihm als Berater Julius Cäsar abzulösen. Im Dorf der Gallier halten vor allem die Frauen daran fest, dass der Seher sie nicht belogen habe. Um den Hochstapler endgültig zu entlarven, schlägt Asterix vor, diesen zu überraschen: die Gallier starten einen Angriff auf das Römerlager, bei dem auch die Frauen teilnehmen und erstmals Zaubertrank bekommen.
Die Römer und der Seher werden von dem Angriff tatsächlich völlig überrascht, was schließlich auch die Gallierfrauen überzeugt. Am Schluss wird der Zenturio zu einem einfachen Legionär degradiert, da er einen Boten mit der Nachricht an Julius Cäsar geschickt hatte, ganz Gallien sei erobert. Cäsars Gesandter wurde jedoch von den zurückgekehrten Galliern verprügelt und musste so das Gegenteil feststellen.

## Comic und Historie
Auf dem ersten Bild auf Seite 6 werden folgende Götter genannt: Teutates, Taranis, Sucellus, Belenus, Esus und Epona, die größte Anzahl an gallischen Göttern, die in einem Asterix-Band erwähnt werden. Es gab noch viele weitere gallische Götter, die aber heute unbekannt sind. Epona war nicht die Göttin des Krieges, sondern die Göttin der Pferde.
Im sechsten Bild auf Seite 9 bezeichnet ein Augur Brutus als Caesars Beschützer. In Wirklichkeit prophezeite ihm ein Seher, er möge sich vor den Iden des März hüten, wodurch seine Ermordung, die zu diesem Termin stattfand, aber nicht verhindert wurde.

## Veröffentlichung
In Frankreich erschien die Geschichte erstmals 1972 als Serie in der französischen Zeitschrift Pilote in den Ausgaben 652–673 und wurde 1972 als Album im Verlag Dargaud veröffentlicht. In der deutschen Übersetzung wurde die Geschichte vom Ehapa Verlag 1972 im Magazin MV Comix (Ausgaben 21/1972 bis 8/1973) erstmals abgedruckt und 1975 als 19. Band der Asterix-Reihe herausgebracht. 2002 wurde dieser Band neu aufgelegt und erhielt ein neues Titelbild.
Der Band erschien unter anderem auch auf Englisch, Spanisch und Türkisch sowie auf Neuhessisch und in den Mundarten Wienerisch und Hunsrigger Platt.